# Ophiopristis vestita
Ophiopristis vestita är en ormstjärneart som först beskrevs av Jean Baptiste François René Koehler 1897.  Ophiopristis vestita ingår i släktet Ophiopristis och familjen knotterormstjärnor. Inga underarter finns listade i Catalogue of Life.